# Комиссар государственной безопасности 2-го ранга
Комиссар государственной безопасности 2 ранга — специальное звание высшего начальствующего состава в органах государственной безопасности СССР. Введено постановлением ЦИК СССР и СНК СССР от 7.10.1935, отменено указом Президиума Верховного Совета СССР от 6.7.1945.
Предшествующее более низкое звание: комиссар государственной безопасности 3 ранга. Следующее более высокое звание: комиссар государственной безопасности 1 ранга
Соответствовало воинскому званию командарма 2 ранга и равным ему (флагман флота 2 ранга, армейский комиссар 2 ранга, армвоенюрист и др.), специальному званию директора милиции.
Из числа лиц, которым было присвоено данное специальное звание (20 человек), почти все были расстреляны или пострадали от репрессий: 13 — в годы массовых сталинских репрессий, 5 — после смерти И. В. Сталина.

## Список комиссаров государственной безопасности 2-го ранга
| Фамилия, имя, отчество        | год рождения | Дата присвоения звания | год смерти | Должность на момент присвоения звания                                                              | Последующая судьба (Переаттестация на звание генерал-полковник см. след.абзац)                      |
| Бельский, Лев Николаевич      | 1889         | 26.11.1935             | 1941       | начальник Главного управления Рабоче-крестьянской милиции НКВД СССР                                | Расстрелян                                                                                          |
| Гай, Марк Исаевич             | 1898         | 26.11.1935             | 1937       | начальник Особого отдела Главного управления государственной безопасности НКВД СССР                | Расстрелян                                                                                          |
| Гоглидзе, Сергей Арсентьевич  | 1901         | 26.11.1935             | 1953       | Народный комиссар внутренних дел Грузинской ССР, произведён в генерал-полковники                   | Произведён в генерал-полковники. Расстрелян (после смерти И. В. Сталина)                            |
| Залин, Лев Борисович          | 1897         | 26.11.1935             | 1940       | Народный комиссар внутренних дел Казахской ССР                                                     | Расстрелян                                                                                          |
| Кацнельсон, Зиновий Борисович | 1892         | 26.11.1935             | 1938       | заместитель Народного комиссара внутренних дел Украинской ССР                                      | Расстрелян                                                                                          |
| Карлсон, Карл Мартынович      | 1888         | 26.11.1935             | 1938       | начальник Управления НКВД по Харьковской области                                                   | Расстрелян                                                                                          |
| Леплевский, Израиль Моисеевич | 1896         | 26.11.1935             | 1938       | Народный комиссар внутренних дел Белорусской ССР                                                   | Расстрелян                                                                                          |
| Миронов, Лев Григорьевич      | 1895         | 26.11.1935             | 1938       | начальник Экономического отдела Главного управления государственной безопасности НКВД СССР         | Расстрелян                                                                                          |
| Молчанов, Георгий Андреевич   | 1897         | 26.11.1935             | 1937       | начальник Секретно-политического отдела Главного управления государственной безопасности НКВД СССР | Расстрелян                                                                                          |
| Паукер, Карл Викторович       | 1893         | 26.11.1935             | 1937       | начальник Оперативного отдела Главного управления государственной безопасности НКВД СССР           | Расстрелян                                                                                          |
| Пилляр, Роман Александрович   | 1894         | 26.11.1935             | 1937       | начальник Управления НКВД по Саратовскому краю                                                     | Расстрелян                                                                                          |
| Слуцкий, Абрам Аронович       | 1898         | 26.11.1935             | 1938       | начальник Иностранного отдела Главного управления государственной безопасности НКВД СССР           | Отравлен. Посмертно объявлен «врагом народа»                                                        |
| Шанин, Александр Михайлович   | 1894         | 26.11.1935             | 1937       | начальник Технического отдела Главного управления государственной безопасности НКВД СССР           | Расстрелян                                                                                          |
| Павлов, Карп Александрович    | 1895         | 02.02.1939             | 1957       | начальник Главного управления строительства на Дальнем Севере НКВД СССР                            | Произведен в генерал-полковники. Застрелился.                                                       |
| Абакумов, Виктор Семёнович    | 1908         | 04.02.1943             | 1954       | начальник Управления особых отделов НКВД СССР                                                      | Произведён в генерал-полковники. Расстрелян                                                         |
| Кобулов, Богдан Захарович     | 1904         | 04.02.1943             | 1953       | заместитель Народного комиссара внутренних дел СССР                                                | Произведён в генерал-полковники. Расстрелян                                                         |
| Круглов, Сергей Никифорович   | 1907         | 04.02.1943             | 1977       | заместитель Народного комиссара внутренних дел СССР                                                | Произведён в генерал-полковники. Позднее лишен генеральской пенсии                                  |
| Серов, Иван Александрович     | 1905         | 04.02.1943             | 1990       | заместитель Народного комиссара внутренних дел СССР                                                | Произведён в генерал-полковники, затем генерал армии. В 1963 году снижен в звании до генерал-майора |
| Чернышёв, Василий Васильевич  | 1896         | 21.02.1943             | 1952       | заместитель Народного комиссара внутренних дел СССР                                                | Произведён в генерал-полковники.                                                                    |

06.07.1945 указом Президиума Верховного Совета СССР «О званиях, форме одежды и знаках различия начальствующего состава Народного комиссариата внутренних дел и Народного комиссариата государственной безопасности СССР» специальные звания начсостава НКВД и НКГБ были заменены на общевойсковые воинские звания. В связи с этим произведена переаттестация, по результатам которой постановлением СНК СССР № 1663 от 09.07.1945 воинское звание генерал-полковника было присвоено следующим комиссарам государственной безопасности 2 ранга:
1. Абакумову Виктору Семеновичу — начальнику Главного управления контрразведки СМЕРШ НКО СССР;
2. Гоглидзе Сергею Арсеньевичу — начальнику УНКГБ по Хабаровскому краю и уполномоченному НКГБ по Дальнему Востоку;
3. Кобулову Богдану Захаровичу — 1-му заместителю Наркома госбезопасности СССР;
4. Круглову Сергею Никифоровичу — 1-му заместителю Наркома внутренних дел СССР;
5. Павлову Карпу Александровичу — начальнику ГУШосДор НКВД СССР;
6. Серову Ивану Александровичу — заместителю Наркома внутренних дел СССР, уполномоченному НКВД СССР по ГСОВГ и заместителю Главноначальствующего СВАГ по делам гражданской администрации;
7. Чернышёву Василию Васильевичу — заместителю Наркома внутренних дел СССР.

В дальнейшем генеральские звания руководящим сотрудникам государственной безопасности СССР не присваивались до 1954 года.

## Знаки различия
Положения и постановления, регламентирующие звания и знаки различия НКВД рассматриваются в основной статье.
- Знаки различия комиссара государственной безопасности 2 ранга с 1937 года — четыре нарукавные шитые золотом звезды, одна из них внизу. Знаки различия носят на обоих рукавах.
- Особый нарукавный знак утверждённого образца, который носят на левом рукаве.
- Краповые петлицы с продольным золотым жгутом-просветом.
- 30 апреля 1936 года приказом по НКВД нарукавные знаки различия сотрудников были сдублированы и на петлицы.
- В 1937 год для аттестованных сотрудников ГУГБ были введены петлицы, аналогичные армейским: у комиссаров госбезопасности 2 ранга звёзды были заменены на четыре «ромба» (подобно армейским комиссарам 2 ранга).
- В марте 1943 года для сотрудников государственной безопасности были введены погоны. Знаками различия комиссара государственной безопасности 2 ранга стали погоны генеральского типа с 3 звёздами, аналогично погонам генерал-полковника.